# Jakub Joščák
Jakub Joščák, (ur. 28 września 1980 w Zwoleniu) – słowacki siatkarz, występujący na pozycji blokującego. Jego atrybuty fizyczne to 204 cm i 100 kg. Zasięg w ataku Joščáka to 367 cm, a zasięg w bloku to 359 cm. Do największych dotychczasowych osiągnięć Joščáka jest zdobycie z zespołem VKP Bratysława mistrzostwa Słowacji, a także zdobycia trzeciego miejsca w słowackiej ekstralidze. W reprezentacji Joščák występuje od roku 2002, wraz z reprezentacją uczestniczył w Mistrzostwach Europy w 2003. Zadebiutował w reprezentacji 14 maja 2002 w meczu przeciwko Włochom przegranego przez Słowaków 0:3. Joščák został zdobywcą nagrody dla najlepszego słowackiego siatkarza w roku 2004 w wyniku głosowania wśród słowackich siatkarzy. Joščák otrzymał 101 głosów i wyprzedził Pavola Chudika, który zajął 2. miejsce z 83 głosami i Michala Masnego z 77 głosów.
Kluby:
- do 2001 Lokomotivá Zvolen
- 2001 - 2004 VKP Bratysława
- 2004 - 2006 Sira Ankona